# Jugoslávská liga ledního hokeje 1961/1962
Sezóna 1961/1962 byla 20. sezónou Jugoslávské ligy ledního hokeje. Vítězem se stal tým HK Jesenice. Turnaj se konal ve dnech 6. ledna až 11. února 1962.

## Základní skupina

### Skupina A
1. HK Jesenice
2. HK Ljubljana
3. HK Partizan
4. HK Crvena Zvezda Bělehrad

### Skupina B
1. OHK Bělehrad
2. KHL Medveščak
3. HK Spartak Subotica

## Konečná tabulka
1. HK Jesenice
2. HK Ljubljana
3. HK Partizan
4. HK Crvena Zvezda Bělehrad
5. OHK Bělehrad
6. KHL Medveščak
7. HK Spartak Subotica